# 게이요 제도

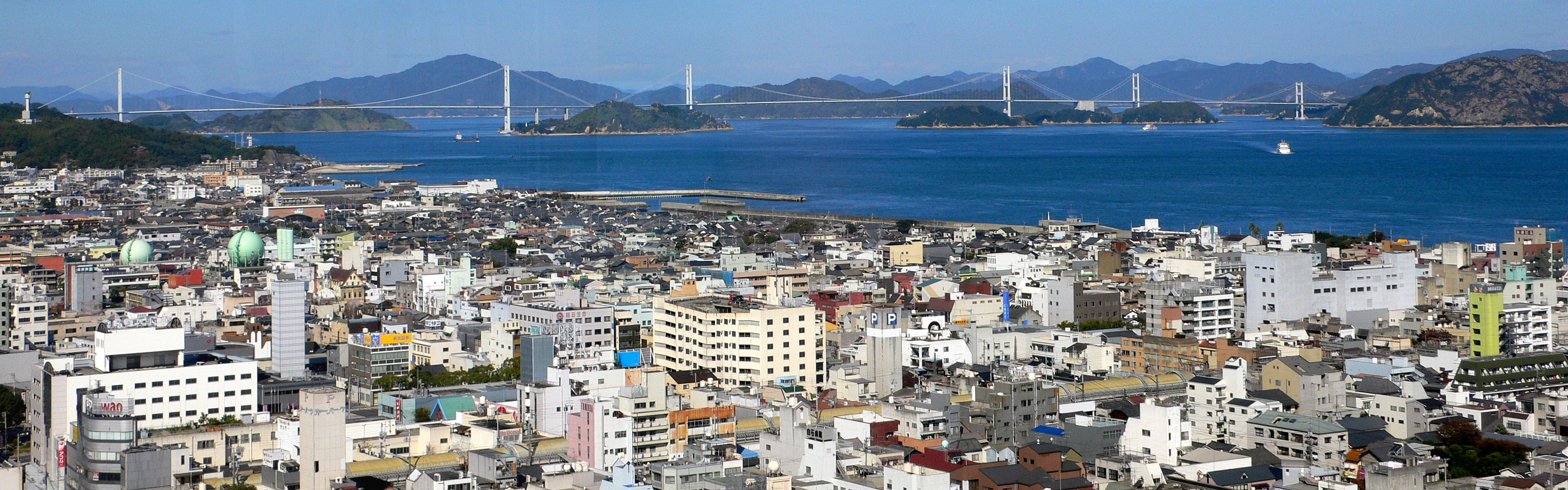
에히메현 이마바리시에서 바라보는 게이요 제도와 시마나미 해도

게이요 제도(芸予諸島 게이요쇼토[*])는 일본 세토 내해 서부에 위치한 제도이다. 히로시마현과 에히메현에 속해 있기 때문에, 두 현의 옛 국명인 아키국(安芸国)과 이요국(伊予国)으로부터 한 문자씩 붙인 이름이다.